# Armbrustschützenbrunnen

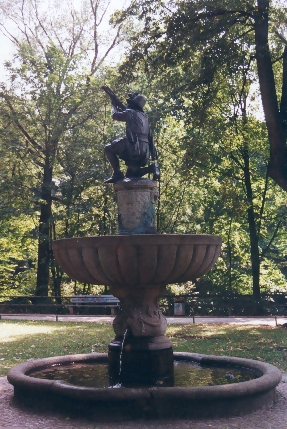
Armbrustschützen- oder Schnepperschützenbrunnen

Der Armbrustschützenbrunnen oder Schnepperschützenbrunnen steht in Nürnberg, in der Grünanlage Hallerwiese im Stadtteil St. Johannis. Seine Aufstellung im Jahr 1904 wurde durch eine Spende des Bürgervereins St. Johannis ermöglicht, sein Schöpfer war der Nürnberger Bildhauer Leonhard Herzog (* 1863). Der Brunnen wirkt heute als gestalterische Mitte dieser ältesten Grünanlage der Stadt und zählt zu den populären Kunst- und Baudenkmälern der Stadt Nürnberg.
Auf einer 1992 aufgestellten Gedenk- und Hinweistafel zur Hallerwiese – am Ausgang des Hallertürleins in die Parkanlage – befindet sich auf der Bronzeplatte folgender Hinweis zum Brunnen:
„Der SCHNEPPERSCHÜTZENBRUNNEN von / Leonhard Herzog 1904 geschaffen erinnert / an die traditionellen Armbrustschießen, / die hier bis in die zweite Hälfte des 18. Jahrhunderts / stattfanden und deren erstes 1487 zu Ehren / Kaiser Friedrichs III war.“

## Beschreibung
Aus einem Brunnenbecken in Form eines Vierpass erhebt sich ein plastisch ausgeschmückter Pfeiler aus Sandstein, der als Unterbau eine muschelförmig gerippte Schale trägt. Aus ihr steigt eine zylindrische Säule auf, welche die aus Bronze gegossene Figur eines Armbrustschützen (Schnepperschützen) trägt, der mit seiner Armbrust in die Lüfte zielt. Die Gesamthöhe des Brunnens beträgt etwa 3 m, der Durchmesser etwa 2,40 m. Der Bildhauer setzte vorwiegend Gestaltungselemente aus der Spätrenaissance ein.